# Ran (film)
Pour les articles homonymes, voir Ran.
Pour plus de détails, voir Fiche technique et Distribution.
Ran (乱) est un film franco-japonais réalisé par Akira Kurosawa, sorti en 1985. L'intrigue s'inspire de la tragédie Le Roi Lear de William Shakespeare.

## Synopsis
Au XVIe siècle, dans un Japon ravagé par la guerre, le vieux daimyo Hidetora Ichimonji décide de céder le contrôle de son fief à ses trois fils, Taro, Jiro et Saburo, afin de finir ses jours heureux et en paix. Mais les dissensions entre les trois frères plongent rapidement leurs familles, leurs foyers et la région dans le chaos.
Taro, l'aîné, reçoit le prestigieux premier château et devient chef du clan Ichimonji, tandis que Jiro et Saburo reçoivent le second et le troisième châteaux. Jiro et Saburo doivent assistance à Taro, et Hidetora se sert d'un faisceau de flèches pour illustrer son propos. Hidetora doit rester le chef nominal et conserver le titre de Grand Seigneur. Saburo critique la logique de ce plan. Hidetora, dit-il, a obtenu sa puissance par la traîtrise, pourtant il espère naïvement que ses fils lui seront loyaux. Hidetora prend cette remarque pour une menace et quand son serviteur Tango prend la défense de Saburo, il les bannit tous deux.
Après l'abdication de Hidetora, la femme de Taro, dame Kaede, entreprend de persuader celui-ci de prendre le contrôle direct du clan, et fomente un désaccord entre lui et Hidetora. Kaede est une manipulatrice inspirée par le désir secret de venger sa famille massacrée par Hidetora et qui a voué son existence à la perte du clan Ichimonji.
Le point critique est atteint quand Hidetora tue l'un des gardes de Taro qui menaçait son bouffon Kyoami. Quand Taro exige ensuite de Hidetora qu'il confirme son nouveau statut et sa puissance en signant un document de son sang, Hidetora accepte à contrecœur et, furieux, quitte le château. Il se rend au second château, où il s'entretient d'abord avec dame Sué, la femme de Jiro. Comme celle de Kaede, sa famille a été massacrée par Hidetora, mais elle est devenue bouddhiste et a pardonné. Discutant avec son fils, Hidetora se rend compte que Jiro est surtout soucieux de l'utiliser comme un pion dans son propre jeu. Expulsé du second château, Hidetora erre dans les plaines avec ses soldats à la recherche de nourriture. Il se rend finalement au troisième château lorsqu'il apprend que les forces de Saburo l'ont abandonné pour suivre leur seigneur dans l'exil. Il se trouve chez Fujimaki, un seigneur voisin qui lui a offert sa fille en mariage.
Hidetora et sa suite tombent dans une embuscade tendue par les forces combinées de Taro et de Jiro. Ses gardes du corps sont massacrés, ses concubines se suicident, le château est incendié. Au cours de l'assaut, Taro est abattu par un arquebusier embusqué dans une tour. Les forces conjointes de Taro et Jiro attaquent le donjon. Ses derniers défenseurs succombent, et il ne reste plus qu'Hidetora, qui doit commettre le seppuku, le suicide rituel. Cependant il s'aperçoit à son grand désarroi que son sabre est brisé. Ne pouvant se suicider, à demi fou, il quitte le donjon en flammes, passant au milieu des soldats frappés d'une stupeur respectueuse.
Hidetora, au bord de la folie, erre dans la tempête sur les pentes herbeuses de la montagne voisine, où il est retrouvé par Tango et Kyoami, les seuls qui lui soient restés fidèles. Le trio se réfugie dans la hutte de Tsurumaru, le frère de dame Sué. Hidetora avait crevé les yeux de Tsurumaru encore enfant, lors du massacre de sa famille et la destruction de leur château.
De retour de la bataille, Jiro est d'abord agressé puis séduit par dame Kaede, sa belle-sœur désormais veuve, avec qui il entame une liaison. Poursuivant son entreprise occulte de destruction du clan Ichimonji, celle-ci exige que Jiro quitte dame Sué, puis qu'il la fasse tuer. Jiro en donne l'ordre à Kurogane, qui désobéit et met publiquement Jiro en garde contre Kaede.
Kyoami et Tango décident que, pour assurer la sécurité de Hidetora, il faut le conduire auprès de Saburo. Mais un profond sentiment de honte empêche Hidetora de se réconcilier avec son fils. Tango part donc chercher Saburo pour le ramener auprès de son père. Kyoami reste en compagnie du Grand Seigneur qui s'enfonce dans la folie, errant dans les ruines du château du père de dame Sué, château qu'il a lui-même détruit.
Avertie par Kurogane de la menace qui pèse sur sa tête, dame Sué fuit le second château et se réfugie avec son frère Tsurumaru dans les ruines du château de leur père. Sué repart aussitôt chercher la flûte que Tsurumaru a oubliée. Elle est décapitée par les hommes de Jiro devant la hutte de Tsurumaru.
Saburo, prévenu par Tango, s'aventure avec son armée sur les terres de son frère et lui demande l'autorisation pour aller chercher son père et se retirer. Contre l'avis de ses conseillers, Jiro amène son armée devant Saburo. À nouveau poussé par dame Kaede, il décide de tendre un piège à Saburo en l'autorisant à aller chercher leur père, permettant ainsi à ses tueurs de localiser Hidetora pour le tuer. Dès que Saburo part chercher son père, Jiro envoie ses arquebusiers tendre une embuscade pour le tuer. Puis il attaque l'armée de Saburo en infériorité numérique. Un seigneur rival, Ayabe, apparaît aussi avec sa propre armée sur une colline avoisinante. Profitant du couvert des arbres, l'armée de Saburo résiste.
Au cours de la bataille, Jiro apprend que l'armée d'Ayabe fait route vers le premier château. Jiro comprend que l'armée postée sur la colline n'est qu'un leurre. Son armée rentre alors en désordre vers le château. Pendant la bataille contre les troupes d'Ayabe, Kurogane demande à dame Kaede de rendre des comptes sur ses actes. Elle revendique avoir manœuvré par haine pour que les choses en viennent à ce point, et Kurogane la décapite avec rage.
Saburo retrouve Hidetora qui a entre-temps retrouvé ses esprits. Les arquebusiers de Jiro interviennent et le fils meurt d'une balle. Vaincu par le chagrin, Hidetora meurt sur le corps de son fils, mettant un point final à l'histoire du clan Ichimonji. Pendant ce temps, le second château est rapidement vaincu, la mort de Jiro et la débâcle de son armée étant suggérées mais non montrées.
L'armée de Saburo ramène les cadavres de son chef et de Hidetora. Tsurumaru, seul sur les ruines du château de son père, erre en aveugle.

## Fiche technique
- Titre : Ran (litt. « Chaos »)
- Titre original : 乱 (Ran)
- Réalisation : Akira Kurosawa
  - Assistants réalisateurs : Ishirō Honda, Bernard Cohn et Takashi Koizumi
- Scénario : Akira Kurosawa, Hideo Oguni, Masato Ide, d'après la tragédie Le Roi Lear de William Shakespeare
- Production : Masato Hara, Serge Silberman et Hisao Kurosawa
  - Producteur exécutif : Katsumi Furukawa
- Photographie : Asakazu Nakai, Takao Saitō et Masaharu Ueda
- Son : Claude Villand, Fumio Yanoguchi et Shōtarō Yoshida
- Montage : Akira Kurosawa
- Direction artistique : Yoshiro Muraki et Shinobu Muraki
- Costumes : Emi Wada
- Musique : Tōru Takemitsu
  - Chef d'orchestre : Hiroyuki Iwaki
- Sociétés de production : Greenwich Film Productions, Herald Ace et Nippon Herald Films
- Sociétés de distribution : Tōhō (Japon), Acteurs auteurs associés (France)
- Budget : 12 000 000 $
- Pays de production :  Japon,  France
- Langue originale : japonais
- Format : couleur - 1,85:1 - Dolby - 35 mm
- Genre : drame
- Durée : 162 minutes
- Dates de sortie :
  - Japon : 1er juin 1985
  - France : 18 septembre 1985
  - Belgique : 17 octobre 1985
  - États-Unis : 20 décembre 1985

## Distribution
- Tatsuya Nakadai : Hidetora Ichimonji
- Akira Terao : Taro Takatora Ichimonji, le fils aîné de Hidetora
- Jinpachi Nezu (VF : Jean-Luc Kayser) : Jiro Masatora Ichimonji, le deuxième fils de Hidetora
- Daisuke Ryū : Saburo Naotora Ichimonji, le plus jeune fils de Hidetora
- Mieko Harada : Kaede, l'épouse de Taro
- Yoshiko Miyazaki : Sue, l'épouse de Jiro
- Hisashi Igawa (VF : Med Hondo) : Shuri Kurogane, le conseiller et commandant militaire de Jiro
- Shinnosuke « Peter » Ikehata (VF : Luq Hamet) : Kyoami, le « fou » de Hidetora
- Masayuki Yui (VF : Alain Dorval) : Tango Hirayama, le conseiller fidèle de Hidetora
- Kazuo Katō : Ikoma Kageyu, membre du clan Ichimonji
- Kenji Kodama : Samon Shirane
- Mansai Nomura (sous le nom de Takeshi Nomura) : Tsurumaru, le frère aveugle de Sue
- Takeshi Katō : Koyata Hatakeyama
- Jun Tazaki : Seiji Ayabe, un daimyo rival
- Hitoshi Ueki : Nobuhiro Fujimaki, un daimyo rival, beau-père de Saburo

## Analyse
Selon Stephen Prince, Ran est la « chronique impitoyable d'une vile soif de pouvoir, de la trahison du père par ses fils, et de guerres et de meurtres incessants qui finissent par détruire tous les personnages principaux ».

## Distinctions

### Récompenses
- Prix Mainichi du meilleur film en 1985
- British Academy Film Award du meilleur film en langue étrangère en 1987
- London Film Critics Circle Award du meilleur film en langue étrangère en 1986
- Oscar de meilleurs costumes en 1985

### Nominations
- César du meilleur film étranger
- César de la meilleure affiche

## Autour du film
- La femme d'Akira Kurosawa est morte pendant la production du film. Kurosawa s'est arrêté une journée avant de reprendre son travail.
- Il a fallu deux ans pour créer les centaines de costumes nécessaires.
- Kurosawa a mis dix ans pour créer le storyboard du film en peinture, cette collection d'images est parue plus tard sous forme de livre[3].
- Avec un budget de 12 millions de dollars, c'était le film japonais le plus cher jamais produit jusqu'à cette époque.
- Le documentaire A.K. de Chris Marker porte sur Akira Kurosawa et le tournage de Ran.